# Vilhelm August Borgen
Vilhelm August Borgen (2. juli 1801 på Nøragergaard ved Slagelse – 27. maj 1884 i København) var en dansk skolemand, politiker og kultusminister, bror til Bonaparte Borgen.
Borgen blev student 1819 fra Borgerdydskolen i København, og efter Anden Eksamen 1820 blev han lærer ved Fredericia Latinskole. I 1824 blev han lærer ved sin gamle skole (Borgerdydskolen), og 1829 ved det von Westenske Institut, som han bestyrede fra 1832 til 1844. De første syv år var det i fællesskab med K.C. Nielsen (senere rektor ved Realskolen i Århus). Fra 1844 var han direktør for borger- og almueskolevæsenet i København, indtil han indtrådte som kultusminister (Minister for Kirke- og Undervisningsvæsenet) i det Rotwittske ministerium (2. december 1859 – 24. februar 1860).
I 1846 valgtes Borgen til stændersuppleant for København og havde som landstingsmand for Københavns Amt 2. kreds (29. december 1849 – 23. juni 1866) og fik således sæde på Rigsdagen, hvor han sluttede sig til Venstre. Borgen blev titulær professor 1851, Ridder af Dannebrog 1858 og etatsråd 1878.
Han deltog sammen med læge Hübertz i oprettelsen af en af de første åndssvageanstalter, Idiotanstalten på Gammel Bakkehus 1855, og var medlem af dens bestyrelse i 25 år til 1880, de sidste tyve år som formand.
Som Københavns første skoledirektør fremkaldte han gennemgribende reformer i kommunens skolevæsen:
- opførelse af skolebygninger
- forening af de spredte skoler til organiske enheder
- ansættelse af skoleinspektører
- forhøjelse af lærernes løn og forbedring af undervisning og disciplin

Hans ministerperiode blev kort, men alligevel havde han ved flere lejligheder mulighed for at vise sit klarsyn, således da han sammen med J.N. Madvig modsatte sig skoleloven af 2. maj 1855 om tidlig udskrivning af skolen, og da han 27. januar 1852 i Landstinget udtalte, at der burde vedtages en lov, der satte landets undervisningsvæsen i organisk forbindelse, så det dannede et hele. Denne tanke blev først til virkelighed med Almenskoleloven af 24. april 1903.
Af hans skrifter for og om skolen kan nævnes Vejledning til Affattelse af Udarbejdelser i Modersmaalet (1840, 7. oplag 1865) og de danske læsebøger, han udgav sammen med G.F.F. Rung (I, 1843, 14. oplag 1883).
Han ægtede 1837 Marie Vilhelmine Andrea Schøning, datter af oberstløjtnant og kommandant på Bornholm P.H. Schøning og hans egen søster Anna Cathrine Borgen.
Han er begravet på Assistens Kirkegård. Borgen er gengivet i litografi 1851 og træsnit af H.P. Hansen 1884.
| Efterfulgte: D.G. Monrad | Kultusministre 2. december 1859 – 24. februar 1860 | Efterfulgtes af: D.G. Monrad |